# Cocalodes
Genre
Cocalodes est un genre d'araignées aranéomorphes de la famille des Salticidae.

## Distribution
Les espèces de ce genre se rencontrent en Nouvelle-Guinée et aux Moluques,.

## Liste des espèces
Selon World Spider Catalog (version 18.0, 23/03/2017) :
- Cocalodes cygnatus Wanless, 1982
- Cocalodes expers Wanless, 1982
- Cocalodes innotabilis Wanless, 1982
- Cocalodes leptopus Pocock, 1897
- Cocalodes longicornis Wanless, 1982
- Cocalodes longipes (Thorell, 1881)
- Cocalodes macellus (Thorell, 1878)
- Cocalodes papuanus Simon, 1900
- Cocalodes platnicki Wanless, 1982
- Cocalodes protervus (Thorell, 1881)
- Cocalodes thoracicus Szombathy, 1915
- Cocalodes turgidus Wanless, 1982

## Publication originale
- Pocock, 1897 : Spinnen (Araneae). Ergebnisse einer zoologische Forschungsreise in dem Molukken und Borneo. Abhandlungen der Senckenbergischen naturforschenden Gesellschaft, vol. 23, p. 591-629 (texte intégral).